# Epinephelus polylepis
Epinephelus polylepis es una especie de peces de la familia Serranidae en el orden de los Perciformes.

## Morfología
Los machos pueden llegar alcanzar los 61 cm de longitud total.

## Distribución geográfica
Se encuentra al oeste del Índico.